# L’olimpiade (Metastasio)
L’olimpiade ist ein Opern-Libretto in drei Akten von Pietro Metastasio. Es wurde erstmals in der Vertonung von Antonio Caldara am 30. August 1733 anlässlich des Geburtstags der Kaiserin Elisabeth Christine, der Gemahlin Karls VI. in Wien aufgeführt. Mit über 70 Vertonungen (darunter Antonio Vivaldi und Johann Adolph Hasse) aus dem 18. und beginnenden 19. Jahrhundert gehört es zu seinen beliebtesten Werken.
Eine deutsche Übersetzung des Librettos von Johann Anton Koch erschien 1769 unter dem Namen Olympisches Jahrfest im ersten Band seiner unvollendet gebliebenen Gesamtausgabe Des Herrn Abt Peter Metastasio Kayserl. Königl. Hofpoetens Dramatische Gedichte.

## Handlung

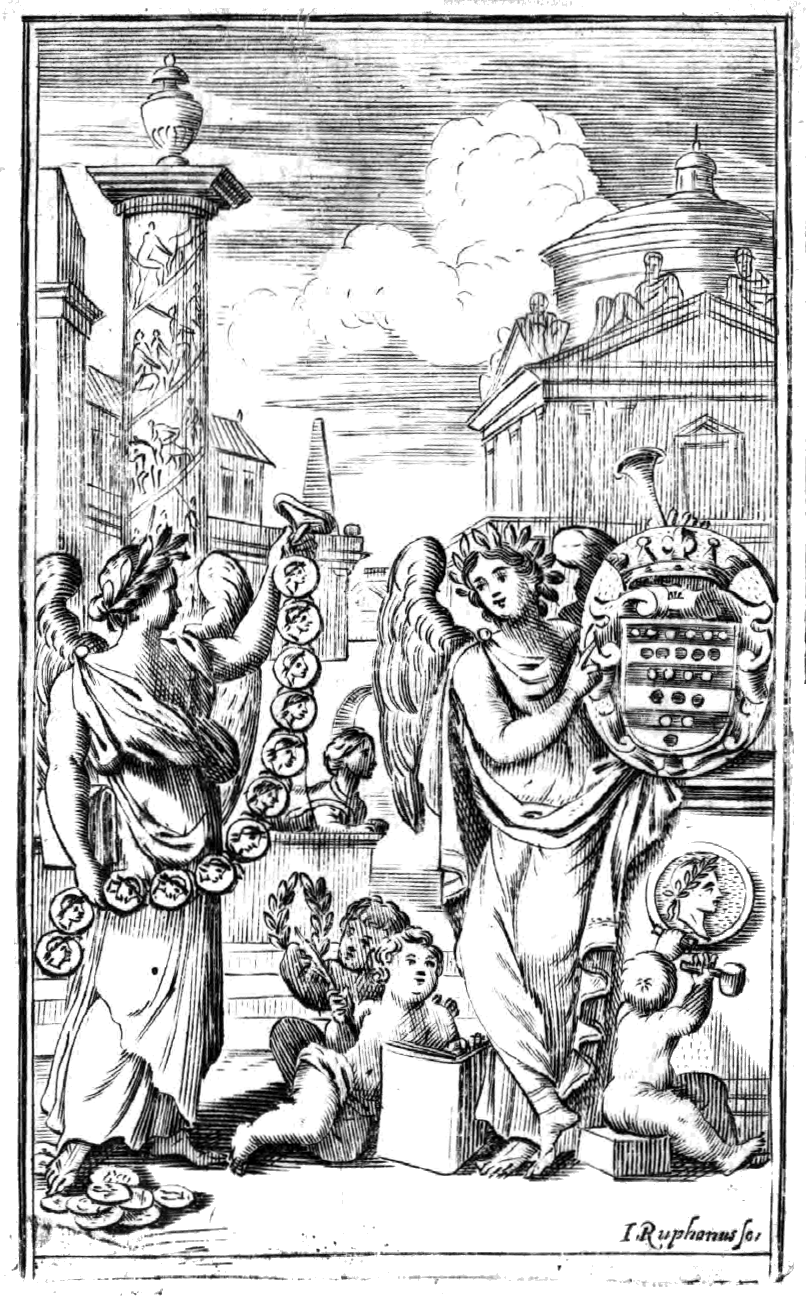
Bild aus dem Libretto, Musik von Giuseppe Scolari, Venedig 1747

Der Titel der Oper bezieht sich auf die Olympischen Spiele der Antike, die hier als Rahmen für eine Dreiecks-Liebesgeschichte dienen. Licida bittet seinen Freund Megacle, unter seinem Namen am Wettkampf teilzunehmen. Dieser ahnt zunächst nicht, dass es sich bei dem Siegespreis um seine eigene Geliebte Aristea handelt. Die Handlung spielt bei den Feldern von Elis bei Olympia an den Ufern des Flusses Alfios. Die historischen Vorlagen gab Metastasio im „Argomento“ mit „Herod. Paus. Nat. Com. &c.“ an.

### Vorgeschichte
Clistene, der König von Sikyon, bekommt Zwillingskinder, den Sohn Filinto und die Tochter Aristea. Da ihm ein Spruch des delphischen Orakels prophezeit, dass er möglicherweise von seinem eigenen Sohn ermordet werde, lässt er Filinto auf Rat des Orakels zum Sterben aussetzen und die Tochter am Hof erziehen. Letztere wächst zu einer schönen jungen Frau heran und verliebt sich in den vornehmen und mutigen Athener Megacle, einen mehrfachen Sieger der Olympischen Spiele. Dieser hat wegen der Feindschaft ihres Vaters gegen die Athener jedoch keine Aussicht, sie zur Frau zu erhalten. Er reist aus Verzweiflung darüber nach Kreta, wo er bei seiner Ankunft von einer Räuberbande überfallen wird. Licida, ein vermeintlicher Sohn des dortigen Königs, rettet ihm das Leben, und die beiden schließen enge Freundschaft. Licida liebt seit langem die kretische Dame Argene und hat ihr bereits heimlich die Ehe versprochen. Als der König jedoch von der unstandesgemäßen Verbindung erfährt, lässt er Argene verfolgen und zwingt sie, das Land zu verlassen. Sie flieht in die Gegend von Elis, wo sie unter dem Namen Licori ein neues Leben als Schäferin beginnt. Der über ihren Verlust verzweifelte Licida reist zur Ablenkung zu den Olympischen Spielen, die alle vier Jahre in Elis abgehalten werden. Megacle bleibt in Kreta zurück. Zum Vorsteher der diesjährigen Spiele wurde Clistene gewählt, der sich daher mit seiner Tochter Aristea ebenfalls nach Elis begibt und ihre Hand als Siegespreis aussetzt. Als Licida Aristea erblickt, verliebt er sich heftig in sie und vergisst darüber seine unglückliche Liebe zu Argene. Da er jedoch im Fechten ungeübt ist, lässt er seinen darin erfahrenen Freund Megacle kommen, um unter dem Namen Licida anzutreten und den Preis für ihn zu gewinnen – er weiß nichts von der Liebe zwischen Megacle und Aristea. Megacle gibt dem Drängen seines Freundes nach und reist nach Elis, wo er beinahe zu spät eintrifft.

### Kurzfassung
Erster Akt. Die Spiele von Olympia stehen kurz bevor. Der kretische Prinz Licida überredet seinen Freund Megacle, für ihn unter seinem Namen an den Olympischen Spielen teilzunehmen. Erst als Megacle von der Anmeldung zurückkehrt, klärt Licida ihn über den wahren Grund auf: Der griechische König Clistene hat dem Sieger seine Tochter Aristea zur Frau versprochen. Megacle ist erschrocken, denn Aristea ist seine Geliebte, von der er sich wegen des Widerstands seines Vaters hatte trennen müssen. Da er in Licidas Schuld steht, will er trotzdem sein Versprechen einlösen. Aristea sträubt sich dagegen, als Siegespreis mit einem Wildfremden verheiratet zu werden, denn sie liebt immer noch Megacle. Licori/Argene erzählt ihr von ihrem eigenen Schicksal: sie und Licida waren ein Liebespaar. Sein Vater billigte die Verbindung jedoch nicht und vertrieb sie aus dem Land. Seitdem lebt sie inkognito als Schäferin Licori und hat kaum Hoffnung, Licida jemals wiederzusehen. Kurz vor den Spielen trifft Aristea zufällig auf Megacle. Sie ist überrascht und hocherfreut, da sie glaubt, dass Megacle an den Spielen teilnimmt, um sie zu gewinnen und zur Frau zu nehmen. Megacle verschweigt ihr den wahren Grund seiner Anwesenheit.
Zweiter Akt. Megacle hat unter Licidas Namen den Wettkampf gewonnen. Als Aristea und Argene den Namen des angeblichen Siegers Licida erfahren, ist Aristea bestürzt, da sie nun diesen heiraten muss, obwohl sie Megacle liebt. Argene ist ihrerseits wütend darüber, dass Licida keinen Gedanken mehr an sie verschwendet. Aristeas Verwirrung ist komplett, als sie mit dem Sieger zusammenkommt und nun doch Megacle vor ihr steht. Sie glaubt zunächst an eine gemeinsame Zukunft mit ihm. Megacle eröffnet ihr jedoch, dass er diesen Dienst für seinen Freund geleistet hat und sie tatsächlich Licida heiraten soll. Aristea wird ohnmächtig. Megacle schleicht sich davon, und Licida nimmt seinen Platz ein, um sie zu trösten. Aristea weist ihn jedoch ab. Kurz darauf erhält er weitere schlimme Nachrichten: Megacle habe sich im Fluss ertränkt, und Clistene habe seine Verbannung ausgesprochen, nachdem der Schwindel bekannt wurde.
Dritter Akt. Licida, dem Wahnsinn nahe, verübt einen Mordanschlag gegen Clistene, der jedoch vereitelt wird. Er wird verhaftet und zum Tode verurteilt. Aristea will versuchen, ihren Vater zum Widerruf des Todesurteils zu bewegen. Megacle, der nach seinem Selbstmordversuch von Fischern gerettet wurde, hält weiterhin zu seinem Freund, und sogar Argene will ihn retten. Bevor das Urteil vollstreckt werden soll, gestattet Clistene Licida einen letzten Wunsch. Dabei kommen in ihm väterliche Gefühle auf, die er sich nicht erklären kann. Der Auftritt Argenes, die sich schützend vor Licida stellt, klärt alles auf. Als Clistene sie fragt, wie denn die Schäferin Licori zu der Behauptung komme, die Braut eines kretischen Prinzen zu sein, deckt sie ihre wahre Identität auf und präsentiert zum Beweis ein Medaillon, das sie von Licida als Verlobungsgeschenk bekommen hatte. Clistene erkennt das Schmuckstück: Es gehörte seinem Sohn Filinto. Diesen hatte er als Kind zum Sterben ausgesetzt, nachdem ihm prophezeit worden war, dass sein Sohn versuchen werde, ihn zu töten. Das Volk begnadigt Licida, da Clistenes Vorsitz über die Spiele beendet ist und dieser durch den Tod seines Sohnes selbst leiden müsste. Das Stück endet mit der Ausrufung einer Doppelhochzeit von Aristea und Megacle und von Argene und Licida.
Die folgende detaillierte Inhaltsangabe basiert auf dem von Caldara 1733 vertonten Original-Libretto Metastasios.

### Erster Akt

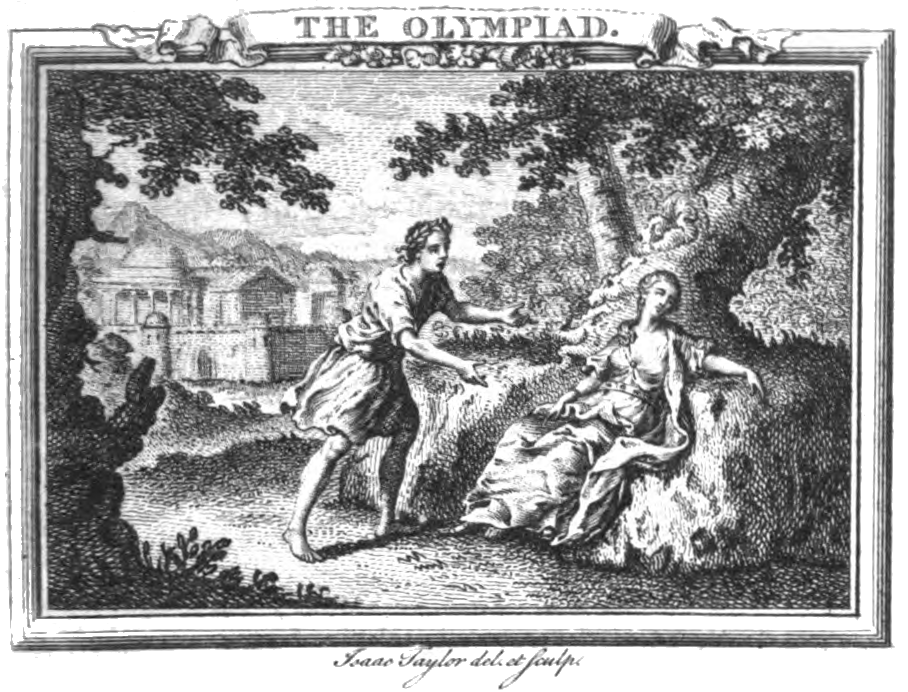
Erster Akt. Bild aus der Metastasio-Textausgabe bei Hoole, London 1767

Enges bewaldetes Tal, beschattet von großen Bäumen mit ineinander verschlungenen Ästen
Szene 1. Licida erzählt seinem Erzieher Aminta, dass Megacle an seiner Stelle im Wettkampf antreten soll, um Aristea zu gewinnen. Er fürchtet allerdings, dass dieser nicht rechtzeitig eintrifft.
Szene 2. Licidas Sorgen sind unbegründet: Megacle erscheint und erklärt sich ohne Umstände bereit, den Wunsch seines Freundes zu erfüllen (Arie Megacle: „Superbo di me stesso“).
Szene 3. Licida freut sich auf sein künftiges Glück (Arie Licida: „Quel destrier che all’albergo è vicino“).
Weites Land am Fuß eines Berges mit Hirtenhütten; rustikale Holzbrücken über den Fluss Alfios; in der Ferne die Stadt Olympia
Szene 4. Zusammen mit Nymphen und Hirten besingt die als Hirtin gekleidete Argene die Freuden des Landlebens (Chor/Argene: „O care selve“).
Szene 5. Aristea und ihr Vater kommen hinzu. Clistene nennt ihr voller Stolz die berühmten Namen der Wettkampfteilnehmer, darunter auch den kretischen Prinzen Licida. Argene erfährt so, dass ihr ehemaliger Geliebter sie aufgegeben hat. Als Aristea um einen Aufschub bittet, lehnt Clistene ab: Frauen sollten nicht darüber klagen, den Männern dienen zu müssen, da ihre Schönheit letztlich über die männliche Stärke siege (Arie Clistene: „Del destin non vi lagnate“).
Szene 6. Aristea bittet Argene, ihren Geliebten Megacle ausfindig zu machen. Er soll von ihrer unverbrüchlichen Treue zu ihm erfahren (Arie Aristea: „Tu di saper procura“).
Szene 7. Argene leidet unter dem Verrat Licidas (Arie Argene: „Più non si trovano“).
Szene 8. Megacle informiert Licida darüber, dass er sich unter dem Namen Licidas für die Spiele angemeldet hat. Erst jetzt teilt Licida ihm den Grund für die Aktion mit und nennt ihm den Namen Aristeas. Megacle hält seine Gefühle vorerst zurück, da er seine Kräfte für den Wettkampf schonen will. Während er sich ausruht, singt Licida ein beruhigendes Lied (Arie Licida: „Mentre dormi amor fomenti“).
Szene 9. Nachdem Licida gegangen ist, wird Megacle die Bedeutung seiner Aufgabe klar: Er muss seine eigene Geliebte einem Rivalen zuführen.
Szene 10. Aristea trifft auf den noch immer innerlich aufgewühlten Megacle. Sie ist froh, ihn zu sehen und nimmt an, dass er um sie kämpfen werde. Megacle bestätigt das und bekräftigt ihr seine unverbrüchliche Liebe und Treue. Er wagt es jedoch nicht, ihr die volle Wahrheit zu sagen (Duett Megacle/Aristea: „Ne’ giorni tuoi felici“).
Ballett der Nymphen, Satyrn und Hirten

### Zweiter Akt
Szene 1. Aristea und Argene warten ungeduldig auf den Ausgang der Wettkämpfe, da Frauen nicht im Publikum zugelassen sind.
Szene 2. Alcandro berichtet den beiden Frauen vom Sieg Licidas. Der König warte bereits im Tempel auf Aristea. Dass sie diese Nachricht völlig freudlos aufnimmt und ihn barsch fortschickt, enttäuscht ihn sehr.
Szene 3. Aristea und Argene leiden zutiefst unter ihrem Kummer (Arie Aristea: „Grandi, è ver, son le tue pene“).
Szene 4. Nachdem Aristea gegangen ist, denkt Argene an Rache. Aminta ist überrascht, sie in Hirtenkleidung in Elis vorzufinden. Argene beklagt Licidas Treulosigkeit (Arie Argene: „Che non mi disse un dì“).
Szene 5. Aminta erkennt, dass die Liebe eine Torheit ist. Er vergleicht die Menschen mit Schiffen, die von ihren Gefühlen wie von Stürmen geplagt werden (Arie Aminta: „Siam navi all’onde algenti“).
Szene 6. Clistene präsentiert dem Volk den angeblichen Licida (in Wirklichkeit Megacle) als Sieger der Wettkämpfe (Chor: „Del forte Licida“). Megacle möchte eine Begegnung mit Aristea vermeiden. Daher erklärt er, dass er seinem Vater gerne selbst die Botschaft von seinem Sieg überbringen wolle. Sein Freund Egisto (der echte Licida) werde sich solange um Aristea kümmern und sie ihm später zuführen.
Szene 7. Megacles Versuch scheitert, denn Aristea kommt bereits. Sie ist freudig überrascht, als ihr Vater ihr Megacle als Sieger und Verlobten vorstellt (Arie Clistene: „So ch’è fanciullo Amore“).
Szene 8. Megacle bittet Licida, ihn eine Weile mit Aristea alleine zu lassen.
Szene 9. Megacle teilt Aristea endlich die Wahrheit mit: Da Licida ihm einst das Leben gerettet habe, könne er ihm seinen Wunsch nicht abschlagen. Er sei deshalb entschlossen, auf sie zu verzichten. Aristea fällt vor Entsetzen in Ohnmacht. Megacle ruft Licida zurück.
Szene 10. Megacle bittet Licida, sich um Aristea zu kümmern, wenn sie erwacht. Er solle ihr nur mitteilen, dass „der unglückliche Freund“ weinend abgereist sei (Arie Megacle: „Se cerca se dice“).
Szene 11. Als Aristea wieder zu sich kommt, macht sie Licida schwere Vorwürfe (Arie Aristea: „Tu me da me dividi“).
Szene 12. Während Licida Aristeas Zorn zu verstehen versucht, kommt Argene und wirft ihm vor, ihre Liebe verraten zu haben (Arie Argene: „No, la speranza“).
Szene 13. Licida ist verzweifelt. Er fürchtet, dass Argene den Betrug aufdecken wird. Zu allem Überfluss erscheint auch noch Aminta mit der Nachricht, dass sich Megacle im Fluss ertränkt hat.
Szene 14. Alcandro teilt Licida mit, dass ihn der König zur Strafe für seinen Schwindel des Landes verbannt hat.
Szene 15. Licida will nur noch sterben. Er fühlt sich, als hätte er tausend Furien in seiner Brust (Arie Licida: „Gemo in un punto, e fremo“).
Ballett der Jäger und Jägerinnen

### Dritter Akt
Durch überwachsene Ruinen eines alten Hippodroms zweigeteilte Szene
Szene 1. Megacle wurde von Fischern gerettet, will aber noch immer sterben. Aminta versucht, ihn davon abzuhalten. Unbemerkt von ihnen hält Argene auf der anderen Seite der Bühne Aristea von demselben Ziel zurück. Die beiden Paare treffen überrascht aufeinander.
Szene 2. Alcandro berichtet den anderen, dass Licida nach einem Mordanschlag auf Clistene festgenommen wurde. Obwohl ihm die Todesstrafe drohe, versuche Licida nicht, sich zu verteidigen, sondern rufe nur nach seinem Freund Megacle. Megacle will sogleich erschüttert zu ihm eilen. Aristea weist ihn jedoch auf die Gefahr hin, die auch ihm vom König drohe. Sie will Megacle zuliebe selbst versuchen, ihren Vater zu besänftigen (Arie Aristea: „Caro son tua così“).
Szene 3. Obwohl Argene ihm rät, Licida seinem Schicksal zu überlassen, will ihm Megacle als wahrer Freund weiterhin beistehen (Arie Megacle: „Lo seguitai felice“).
Szene 4. Auch Argene und Aminta empfinden nun Mitleid mit Licida. Argene wäre sogar bereit, trotz seines Verrats ihr Leben für ihn zu geben (Arie Argene: „Fiamma ignota nell’alma mi scende“).
Szene 5. Aminta ist hin- und hergerissen. Als Licidas Erzieher ist er selbst in Gefahr. Er will diesen jedoch nicht alleine zurücklassen (Arie Aminta: „Son qual per mare ignoto“).
Vor dem großen Tempel des Olympischen Zeus
Vom Tempel führt eine lange und prächtige Treppe herab, die in mehrere Zwischenebenen unterteilt ist. Davor ein Platz mit einem brennenden Altar in der Mitte. Ringsherum ein Wald mit den heiligen Olivenbäumen, aus deren Zweigen die Kränze für die siegreichen Athleten hergestellt werden.
Szene 6. Nach der Volksmenge, seinen Wachen, dem weiß gekleideten und bekränzten Licida, Alcandro und den Priestern mit Opfergegenständen steigt auch Clistene die Tempelstufen herab. Er gestattet dem Verurteilten noch einen Wunsch. Licida bittet darum, ein letztes Mal seinen Freund Megacle umarmen zu dürfen. Clistene verspürt ein unerklärliches Gefühl des Mitleids für ihn (Arie Clistene: „Non so donde viene“).
Szene 7. Nachdem Megacle von den Wachen hereingeführt wurde, bittet Licida ihn, nach Kreta zu reisen, um seinem Vater in der Trauer beizustehen. Die beiden verabschieden sich voneinander, und Clistene beginnt mit der Opferzeremonie (Chor: „I tuoi strali terror de’ mortali“ – Accompagnato Clistene: „O’ degl’uomini padre e degli Dei“).
Szene 8. Da tritt Argene ein (noch immer als Schäferin Licori verkleidet) und unterbricht die Zeremonie mit dem Angebot, dass sie selbst freiwillig anstelle von Licida die Strafe auf sich nehmen wolle. Obwohl sie sich den Anwesenden als Licidas Verlobte Argene zu erkennen gibt, weigert sich Clistene, sie anzuhören.
Szene 9. Erst nachdem Aristea zugunsten Argenes interveniert, lässt Clistene sie ausreden. Argene zeigt ihm als Beweis für ihre Worte eine Perlenkette, die sie einst von Licida geschenkt bekommen hatte. Clistene und Alcandro erkennen diese Kette: Clistenes Sohn Filinto trug sie, als er ausgesetzt wurde. Licida bestätigt Argenes Aussage und ergänzt, dass er die Kette von seinem Begleiter Aminta bekommen hatte. Clistene lässt Aminta holen.
Szene 10. Aminta erzählt, dass er den Schmuck in der Nähe von Korinth von einem Unbekannten erhalten hatte. Daraufhin gesteht Alcandro, der damals den Befehl erhalten hatte, Filinto im Meer auszusetzen, das Kind aus Mitleid einem Fremden, Aminta, übergeben zu haben. Aminta erklärt, dass Licida dieses Kind war. Er habe es dem kretischen König übergeben, der es nach dem Tod seines Sohnes an dessen Stelle als Thronfolger aufzog. Somit ist Licida in Wahrheit Clistenes Sohn und Aristeas Bruder. Clistene wünscht sich nun eine Doppelhochzeit: Filinto sollte Argene heiraten und Megacle Aristea. Doch er kann Filinto nicht seine Strafe erlassen, nur weil er sein Sohn ist. Da fällt Megacle ein Ausweg ein: Clistene ist nicht König von Olympia, sondern von Sikyon, und sein Vorsitz über die Olympischen Spiele ist bereits vorbei. Daher solle nicht er das Urteil fällen, sondern das Volk. Dieses spricht Licida/Filinto frei, denn durch seinen Tod würde auch sein unschuldiger Vater bestraft werden (Chor: „Viva il figlio delinquente“).
Ballett der griechischen Damen aus Aristeas Gefolge und der olympischen Athleten.

## Werkgeschichte
Eine zur Zeit Metastasios verfügbare historische und philosophische Beschreibung der Olympischen Spiele der Antike findet sich im fünften Buch der Mythologia von Natale Conti von 1551 sowie in der Beschreibung Griechenlands des griechischen Reiseschriftstellers Pausanias, der im zweiten Jahrhundert lebte. Die Handlung selbst basiert auf einer Erzählung aus dem sechsten Buch der Historien von Herodot.
Metastasio nutzte als Vorlage für die Handlung Apostolo Zenos Gl’inganni felici, das im November 1695 in einer Vertonung von Carlo Francesco Pollarolo im Teatro Sant’Angelo erstmals gespielt worden war. Schon hier wird eine Prinzessin als Preis der Olympischen Spiele ausgesetzt. Auch der arkadische Schauplatz und die Liebesverwicklungen und Verkleidungen der drei Hauptcharaktere sind bereits angelegt. Metastasio eliminierte die Rolle eines Dieners und eines Schurken und verstärkte die Gefühle, die „innere Musik“ (Strohm) der Charaktere, wodurch er die Barrieren zwischen Musik und Text weitestmöglich senkte.:532
Antonio Vivaldis Fassung (Venedig 1734) ist besonders wegen seiner Verwendung von obligaten Instrumenten – hier ein Horn – erwähnenswert. Das Libretto selbst wurde später jedoch hauptsächlich mit dem Namen Giovanni Battista Pergolesi in Verbindung gebracht, obwohl die Uraufführung seiner Vertonung in Rom 1735 der Legende nach als Misserfolg scheiterte. Die Vertonungen von Baldassare Galuppi (Mailand 1747) und Josef Mysliveček gelten jeweils als deren beste Bühnenwerke. Auch die Fassung von Antonio Sacchini (Padua 1763) hatte einen hohen Beliebtheitsgrad. Domenico Cimarosa setzte in seiner Vertonung für Vicenza von 1784 erstmals ein Finalensemble in einer Opera seria ein. Noch 1820 lobte Carl Maria von Weber die 1815 komponierte Vertonung Johann Nepomuk von Poißls anlässlich einer Wiederaufführung in Dresden.

## Interpretation
Bereits im „Argomento“ des Librettos wird als Hauptthema der Oper die Aufdeckung der Identität Licidas genannt. Die vier jungen Hauptcharaktere werden von ihren Leidenschaften und ihrer inherenten Güte angetrieben, bis die Handlung am Ende nicht nur gut ausgeht, sondern auch Wahrheiten über sie zu Tage fördert. Neben diesem philosophischen Motiv besitzt der Text auch ein gesellschaftskritisches. Letztlich stellen sich die Fehler der Elterngeneration als das eigentliche Hindernis für das Glück heraus. Alle Protagonisten werden schweren Prüfungen unterzogen. Am schwersten trifft es Clistene, der seinen Sohn mit all seinen Fehlern akzeptieren und beide Kinder mit Fremden verheiraten muss. Es handelt sich nicht um ein tragisches, sondern um ein moralisches Drama. Die geschilderten Mord- und Selbstmordversuche wirken eher unplausibel und geschehen ohne Blutvergießen.:531f
Die hohe literarische und zeitgeschichtliche Bedeutung der Olimpiade besteht unter anderem in den zahlreichen intertextuellen Verweisen auf die politischen Theorien des 18. Jahrhunderts: Insbesondere durch die auffallende Thematisierung der Legitimität von Herrschaft in der Schlussszene, aber auch durch die Figurenzeichnung des Monarchen Clistene, des Antihelden Licida und der Aussteigerin Argene erweist sich die Olimpiade als mediale Inszenierung der Herrschaftstheorien Hobbes’, Lockes, Montesquieus sowie als Auseinandersetzung mit den zeitgenössischen Fürstenspiegeln. Über weite Strecken stellt sich Metastasios Oper darüber hinaus als eine Umsetzung der ästhetischen und gesellschaftlichen Postulate der Accademia dell’Arcadia dar.

## Vertonungen
Folgende Komponisten legten dieses Libretto einer Oper zugrunde:
| Komponist                                                                | Uraufführung                                      | Aufführungsort | Anmerkungen |  |
| ------------------------------------------------------------------------ | ------------------------------------------------- | -------------- | --- |  |
| Antonio Caldara                                                          | 30. August 1733, Favorita                         | Wien           | |  |
| Pietro Giuseppe Sandoni (Pasticcio)                                      | 18. Dezember (?) 1733, Teatro Sant’Agostino       | Genua          | |  |
| Antonio Vivaldi → L’olimpiade (Vivaldi)                                  | 17. Februar 1734, Teatro Sant’Angelo              | Venedig        | RV 725; deutsche Erstaufführung am 7. Dezember 2007 in Schwetzingen |  |
| Giovanni Battista Pergolesi → L’olimpiade (Pergolesi)                    | Januar 1735, Teatro Tordinona                     | Rom            | auch im Januar 1738 im Teatro de’ Nobili in Perugia; überarbeitet am 22. November 1738 im Teatro San Giovanni Crisostomo in Venedig; am 30. Juni 1741 im Teatro Grande in Siena.                                                                                |  |
| Anonym                                                                   | Frühjahr 1735, Teatro della Città Piccola         | Prag           | |  |
| Giuseppe Ferdinando Brivio                                               | 5. März 1737, Teatro Regio                        | Turin          | auch Karneval 1744 im Teatro dell’Accademia degli Erranti in Brescia |  |
| Leonardo Leo                                                             | 19. Dezember 1737, Teatro San Carlo               | Neapel         | |  |
| Giuseppe Maria Orlandini                                                 | Sommer 1737, Teatro della Pergola                 | Florenz        | |  |
| Anonym                                                                   | 1737, Saal der Academia alla Piazza della Trinità | Lissabon       | |  |
| Anonym                                                                   | 2. Februar 1738, Teatro della Pergola             | Florenz        | |  |
| Anonym                                                                   | Herbst 1738, Teatro de’ Signori Accademici        | Cortona        | |  |
| Anonym                                                                   | Karneval 1740, Teatro dell’Università de’ Studi   | Catania        | |  |
| Giovanni Battista Pescetti                                               | 1741                                              | Padua          | |  |
| Anonym                                                                   | 12. Januar 1743, Teatro Formagliari               | Bologna        | |  |
| Anonym (Pasticcio)                                                       | 1743                                              | Wien           | |  |
| Francesco Corradini                                                      | 11. August 1745, Teatro de los Caños del Peral    | Madrid         | Libretto bearbeitet in zwei Akten von Manuel Vicente Guerrero als La más heroica amistad y el amor más verdadero |  |
| Ignazio Fiorillo                                                         | 22. Mai 1745, Teatro San Samuele                  | Venedig        | überarbeitet im Winter 1750 als Die olympischen Spiele im Hoftheater in Braunschweig |  |
| Giuseppe Scarlatti                                                       | Herbst 1745, Teatro Pubblico                      | Lucca          | |  |
| Giuseppe Scolari                                                         | um den 15. Januar 1747, Teatro San Moisè          | Venedig        | |  |
| Baldassare Galuppi                                                       | 26. Dezember 1747, Teatro Regio Ducale            | Mailand        | auch 1749 im Hoftheater Mannheim; im Frühjahr 1750 im Nuovo Teatro in Prag und im Sommer 1763 in der Accademia degli Intronati in Siena |  |
| Giovanni Battista Lampugnani                                             | 26. Dezember 1747, Teatro della Pergola           | Florenz        | |  |
| Georg Christoph Wagenseil                                                | 14. Mai 1749, Burgtheater                         | Wien           | |  |
| Rinaldo di Capua                                                         | 1750                                              | Rom            | |  |
| Pietro Pulli                                                             | 17. Januar 1751, Teatro di Corte                  | Modena         | |  |
| Gaetano Latilla                                                          | 18. November 1752, Teatro San Cassiano            | Venedig        | |  |
| Nicola Bonifacio Logroscino                                              | um den 20. Februar 1753, Teatro Argentina         | Rom            | |  |
| Davide Perez                                                             | April 1753, Teatro di Corte                       | Lissabon       | |  |
| Francesco Antonio Uttini                                                 | Karneval 1754, Det Kongelige Teater               | Kopenhagen     | in zwei Akten |  |
| Egidio Duni                                                              | Karneval 1755, Teatro Ducale                      | Parma          | |  |
| Anonym (Pasticcio)                                                       | 10. Mai 1755, Teatro Marsigli-Rossi               | Bologna        | „pasticcio di diversi autori“ |  |
| Johann Adolph Hasse                                                      | 16. Februar 1756, Hoftheater                      | Dresden        | erste Fassung; einzelne Arien wurden bereits für ein im Herbst 1738 in Venedig aufgeführtes Pasticcio komponiert; überarbeitet 1761 (Karneval 1762) im Königlich-Polnischen Opernhaus in Warschau; zweite Fassung am 26. Dezember 1764 im Teatro Regio in Turin |  |
| Anonym                                                                   | 1756, Corte Elettorale Palatina                   | Mannheim       | |  |
| Anonym (Pasticcio)                                                       | 1756                                              | London         | |  |
| Giuseppe Carcani                                                         | Karneval 1757, Teatro Regio Ducale Vecchio        | Mantua         | |  |
| Anonym                                                                   | 15. Januar 1758, Teatro della Pergola             | Florenz        | |  |
| Carlo Monza                                                              | Frühjahr 1758, Teatro Regio Ducale                | Mailand        | |  |
| Tommaso Traetta                                                          | Herbst 1758, Teatro Filarmonico                   | Verona         | auch am 19. Dezember 1758 im Teatro Lodi; Karneval 1759 im Teatro del Sole in Pesaro; am 15. Oktober 1767 im Teatro della Pergola in Florenz; am 21. April 1769 in Sankt Petersburg                                                                             |  |
| Gregorio Sciroli                                                         | Herbst 1760, Teatro San Benedetto                 | Venedig        | |  |
| Niccolò Piccinni                                                         | Karneval 1761, Teatro delle Dame                  | Rom            | erste Fassung |  |
| Niccolò Jommelli                                                         | 11. Februar 1761, Herzogliches Theater            | Stuttgart      | auch am 31. März 1774 überarbeitet von João Cordeiro da Silva im Palazzo Ajuda in Lissabon |  |
| Vincenzo Manfredini                                                      | 24. November 1762                                 | Moskau         | |  |
| Domenico Fischietti                                                      | Karneval 1763, Nuovo Teatro                       | Prag           | |  |
| Antonio Sacchini                                                         | 9. Juli 1763, Teatro Nuovo                        | Padua          | überarbeitet am 27. April 1766 im Teatro Regio Ducale in Mailand; französische Fassung in zwei Akten als L’olympiade ou Le triomphe de l’amitié am 2. Oktober 1777 an der Comédie Italienne in Paris; im Herbst 1786 im Teatro San Benedetto in Venedig         |  |
| Pietro Alessandro Guglielmi                                              | 4. November 1763, Teatro San Carlo                | Neapel         | siehe auch die Aufführung am 26. Dezember 1766 in Venedig (dort nur der erste Akt) |  |
| Anonym (Pasticcio)                                                       | 26. Dezember 1763, Teatro Pubblico                | Pisa           | |  |
| Andrea Bernasconi                                                        | 20. Januar 1764, Hoftheater                       | München        | |  |
| Florian Leopold Gassmann                                                 | 18. Oktober 1764, Theater am Kärntnertor          | Wien           | deutsche Übersetzung des Librettos als Das olympische Jahrsfest von Jakob Anton Edler von Ghelen |  |
| Ferdinando Bertoni                                                       | Karneval 1765, Teatro San Cassiano                | Venedig        | auch Karneval 1773 im Teatro Formagliari in Bologna und im Teatro Regio Ducale Vecchio in Mantua; Karneval 1774 im Teatro Nuovo in Pavia |  |
| Thomas Arne                                                              | 27. April 1765, King’s Theatre am Haymarket       | London         | Libretto bearbeitet von Giovan Gualberto Bottarelli |  |
| Pietro Alessandro Guglielmi, Francesco Brusa und Antonio Gaetano Pampani | 26. Dezember 1766, Teatro San Benedetto           | Venedig        | erster Akt von Guglielmi, zweiter Akt von Brusa, dritter Akt von Pampani |  |
| Giovanni Andrea Calisto Zanotti                                          | Karneval 1767, Teatro Rangoni                     | Modena         | |  |
| Niccolò Piccinni                                                         | 20. Januar 1768, Teatro Argentina                 | Rom            | zweite Fassung; auch am 4. November 1769 im Teatro de la Santa Cruz in Barcelona; am 30. Mai 1774 im Teatro San Carlo in Neapel |  |
| Pasquale Cafaro                                                          | 12. Januar 1769, Teatro San Carlo                 | Neapel         | Wiederaufnahme im Dezember 1772 |  |
| Anonym (Pasticcio)                                                       | 11. November 1769, King’s Theatre am Haymarket    | London         | Musik von Johann Christian Bach, Giuseppe Sarti, Niccolò Piccinni und Tommaso Traetta |  |
| Anonym (Pasticcio)                                                       | Sommer 1770, Teatro di Santa Cecilia              | Palermo        | von „vari bravi maestri“ |  |
| Anonym (Pasticcio)                                                       | Herbst 1772, Teatro di Santa Cecilia              | Palermo        | von „vari autori“ |  |
| Anonym (Pasticcio)                                                       | Herbst 1772, Teatro Onigo                         | Treviso        | von „autori moderni“ |  |
| Anonym (Pasticcio)                                                       | 3. Juni 1774, King’s Theatre am Haymarket         | London         | „serious opera“ von „several masters“ |  |
| Pasquale Anfossi                                                         | 26. Dezember 1774, Teatro San Benedetto           | Venedig        | auch Karneval 1776 und Sommer 1778 im Teatro de’ Nobili in Perugia; am 7. Januar 1778 im Teatro Argentina in Rom; Herbst 1778 im Teatro Onigo in Treviso |  |
| Luigi Gatti                                                              | 30. September 1775, Hoftheater                    | Salzburg       | auch 1786 im Hoftheater in Wien; Sommer 1786 im Teatro Regio Ducale Nuovo in Mantua |  |
| Antonio Rossetti                                                         | 27. Dezember 1777, Teatro Interinale              | Mailand        | |  |
| Giuseppe Sarti                                                           | 8. Februar 1778, Teatro della Pergola             | Florenz        | erste Fassung |  |
| Josef Mysliveček                                                         | 4. November 1778, Teatro San Carlo                | Neapel         | |  |
| Anonym                                                                   | 15./27. Januar 1780, Teatro Sant’Agostino         | Genua          | |  |
| Francesco Bianchi                                                        | 26. Dezember 1781, Teatro alla Scala              | Mailand        | |  |
| Antonio Gatti                                                            | Frühjahr 1781, Teatro Regio Ducale Nuovo          | Mantua         | auch Karneval 1783 im Teatro Nazari in Cremona |  |
| Gaetano Andreozzi                                                        | Frühjahr 1782, Teatro dei Nobili                  | Pisa           | |  |
| Johann Gottfried Schwanberger                                            | Sommer 1782, Hoftheater                           | Braunschweig   | |  |
| Anonym (Pasticcio)                                                       | 6. März 1783, King’s Theatre am Haymarket         | London         | „serious opera“ von „several eminent composers“ |  |
| Luigi Cherubini                                                          | unvollendet                                       |                | |  |
| Giuseppe Sarti                                                           | Karneval 1784, Teatro delle Dame                  | Rom            | zweite Fassung |  |
| Domenico Cimarosa                                                        | 10. Juli 1784, Teatro Eretenio                    | Vicenza        | auch in vielen anderen italienischen Städten; 1788 im King’s Theatre am Haymarket in London; Sommer 1798 in Lissabon |  |
| Giovanni Battista Borghi                                                 | 26. Dezember 1784, Teatro Rangoni                 | Modena         | auch am 28. März 1785 im Teatro degli Intrepidi in Florenz; 1787 im Teatro Condominiale in Senigallia |  |
| Anonym                                                                   | 1784                                              | Lucca          | |  |
| Giovanni Paisiello                                                       | 20. Januar 1786, Teatro San Carlo                 | Neapel         | Wiederaufnahme am 30. Mai 1793 |  |
| Anonym                                                                   | 1787                                              | Senigallia     | |  |
| Ambrogio Minoja                                                          | 24. Januar 1788, Teatro Argentina                 | Rom            | |  |
| Vincenzo Federici                                                        | 26. Januar 1789, Teatro Regio                     | Turin          | |  |
| Johann Friedrich Reichardt                                               | 2. Oktober 1791, Königliches Schauspielhaus       | Berlin         | |  |
| Angelo Tarchi                                                            | 2. Januar 1792, Teatro Argentina                  | Rom            | |  |
| Anonym                                                                   | 23. Januar 1792, Teatro della Pergola             | Florenz        | |  |
| Johann Nepomuk von Poißl                                                 | 21. April 1815, Residenztheater                   | München        | Libretto bearbeitet von Poißl als Der Wettkampf zu Olympia, oder Die Freunde; auch 1820 in Dresden |  |
| Gaetano Donizetti                                                        | unvollendetes Fragment, komponiert 1817           |                | |  |
| Domenico Alberti                                                         | ohne Ort und Jahr                                 |                | |  |
| Giuseppe Antonio Paganelli                                               | ohne Ort und Jahr                                 |                | |  |
| Michele Arditi                                                           | ohne Ort und Jahr                                 |                | |  |
| Marcello Perrino                                                         | ohne Ort und Jahr                                 |                | |  |
| Ferdinando Robuschi                                                      | ohne Ort und Jahr                                 |                | |  |

## Aufnahmen und Aufführungen in neuerer Zeit
- Domenico Cimarosa:
  - 2023: CD. Les Talens Lyriques, Leitung: Christophe Rousset. Sänger: Josh Lovell (Clistene), Rocío Pérez (Aristea), Marie Lys (Argene), Mathilde Ortscheidt (Licida), Maite Beaumont (Megacle), Alex Banfield (Aminta).[88]
- Baldassare Galuppi:
  - 2006: DVD. Aufführung im Teatro Malibran in Venedig. Venice Baroque Orchestra, Leitung: Andrea Marcon. Sänger: Mark Tucker (Clistene), Ruth Rosique (Aristea), Roberta Invernizzi (Argene), Franziska Gottwald (Licida), Romina Basso (Megacle), Filippo Adami (Aminta), Furio Zanasi (Alcandro).[30]
- Johann Adolph Hasse:
  - 1971: Aufführung in der Clarion Opera in New York. Leitung: Newell Jenkins. Sänger: Richard Conrad (Clistene), Helen Vanni (Aristea), Morella Munoz (Argene), Rita Shane (Licida), Joan Caplan (Magacle), Daniel Collins (Alcandro, Aminta).[43]
  - 1992: Aufführung in Dresden. Capella Fidicinia, Kammerchor Stuttgart, Leitung: Frieder Bernius. Sänger: Christoph Prégardien (Clistene), Catherine Robbin (Aristea), Dorothea Röschmann (Argene), Randall K. Wong (Lycida), David Cordier (Megacle), Steven Richards (Aminta).[43]
- Josef Mysliveček:
  - 2012: CD. Chor und Orchester des Teatro Comunale di Bologna, Leitung: Oliver von Dohnányi. Sänger: Yasushi Watanabe (Clistene), Erika Tanaka (Aristea), Maria Teresa Leva (Argene), Carlo Vistoli (Licida), Pervin Çakar (Megacle), Pasquale Scircoli (Aminta), Saltanat Akhmetova (Alcandro).[89][90]
  - 2013: Aufführungen in Prag, Caen, Dijon und Luxemburg sowie Rundfunk-Mitschnitt. Collegium 1704, Leitung: Václav Luks. Sänger: Johannes Chum (Clistene), Simona Houda-Šaturová (Aristea), Sophie Harmsen (Argene), Tehila Nini Goldstein (Licida), Raffaella Milanesi (Megacle), Krystian Adam (Aminta), Helena Kaupová (Alcandro).[91][92]
- Giovanni Battista Pergolesi:
 → L’olimpiade (Pergolesi)
- Antonio Vivaldi:
 → L’olimpiade (Vivaldi)

## Digitalisate
1. ↑  Johann Anton Koch: Des Herrn Abt Peter Metastasio Kayserl. Königl. Hofpoetens Dramatische Gedichte, aus dem Italiänischen übersetzt. Erster Band. Krauß, Frankfurt und Leipzig 1769. Digitalisat des Münchener Digitalisierungszentrums.
2. ↑  Libretto (italienisch) der Oper von Antonio Caldara, Wien 1733. Digitalisat des Münchener Digitalisierungszentrums.
3. ↑  Libretto (italienisch) der Oper von Pietro Giuseppe Sandoni, Genua 1733. Digitalisat im Museo internazionale e biblioteca della musica di Bologna.
4. ↑  Libretto (italienisch)  der Oper von Antonio Vivaldi, Venedig 1734. Digitalisat im Corago-Informationssystem der Universität Bologna.
5. ↑  Partitur der Oper von Antonio Vivaldi, Venedig 1734. Digitalisat im International Music Score Library Project.
6. ↑  Libretto (italienisch) der Oper von Giovanni Battista Pergolesi, Rom 1735. Digitalisat im Museo internazionale e biblioteca della musica di Bologna.
7. ↑  Libretto (italienisch)  der Oper von Giovanni Battista Pergolesi, Venedig 1738. Digitalisat im Corago-Informationssystem der Universität Bologna.
8. ↑  Partitur der Oper von Giovanni Battista Pergolesi, Rom 1734. Digitalisat im International Music Score Library Project.
9. ↑  Libretto (italienisch) der Oper von Giuseppe Ferdinando Brivio, Turin 1737. Digitalisat im Museo internazionale e biblioteca della musica di Bologna.
10. ↑  Libretto (italienisch) der Oper von Leonardo Leo, Neapel 1737. Digitalisat im Museo internazionale e biblioteca della musica di Bologna.
11. ↑  Partitur (nur Arien) der Oper von Leonardo Leo, 1743. Digitalisat im International Music Score Library Project.
12. ↑  Libretto (italienisch)  der Oper von Giuseppe Maria Orlandini, Florez 1737. Digitalisat im Corago-Informationssystem der Universität Bologna.
13. ↑  Libretto (italienisch)  der Oper von Ignazio Fiorillo, Venedig 1745. Digitalisat im Corago-Informationssystem der Universität Bologna.
14. ↑  Libretto (italienisch)  der Oper von Giuseppe Scolari, Venedig 1747. Digitalisat im Corago-Informationssystem der Universität Bologna.
15. ↑  Libretto (italienisch)  der Oper von Baldassare Galuppi, Mailand 1747. Digitalisat im Corago-Informationssystem der Universität Bologna.
16. ↑  Libretto (italienisch) der Oper von Giovanni Battista Lampugnani, Florenz 1748. Digitalisat im Museo internazionale e biblioteca della musica di Bologna.
17. ↑  Libretto (italienisch) der Oper von Pietro Pulli, Modena 1751. Digitalisat im Museo internazionale e biblioteca della musica di Bologna.
18. ↑  Libretto (italienisch)  der Oper von Davide Perez, Lissabon 1753. Digitalisat im Corago-Informationssystem der Universität Bologna.
19. ↑  Libretto (italienisch)  der Oper von Egidio Romualdo Duni, Parma 1755. Digitalisat im Corago-Informationssystem der Universität Bologna.
20. ↑  Libretto (italienisch) der Oper von Johann Adolph Hasse, Dresden 1756. Digitalisat der Staatsbibliothek zu Berlin.
21. ↑  Libretto (italienisch) der Oper von Johann Adolph Hasse, Turin 1765. Digitalisat des Münchener Digitalisierungszentrums.
22. ↑  Partitur der Oper von Johann Adolph Hasse, Dresden 1756. Digitalisat im International Music Score Library Project.
23. ↑  Libretto (italienisch) der Oper von Tommaso Traetta, Florenz 1767. Digitalisat im Internet Archive.
24. ↑  Libretto (italienisch)  der Oper von Niccolò Jommelli, Lissabon 1774. Digitalisat im Corago-Informationssystem der Universität Bologna.
25. ↑  Partitur der Oper von Niccolò Jommelli, Stuttgart 1783. Digitalisat im International Music Score Library Project.
26. ↑  Libretto (italienisch)  der Oper von Antonio Sacchini, Padua 1763. Digitalisat im Corago-Informationssystem der Universität Bologna.
27. ↑  Libretto (italienisch/deutsch) der Oper von Andrea Bernasconi, München 1764. Digitalisat des Münchener Digitalisierungszentrums.
28. ↑  Libretto (italienisch) der Oper von Florian Leopold Gassmann, Wien 1765. Digitalisat im Internet Archive.
29. ↑  
Libretto der Oper von Florian Leopold Gassmann, deutsche Übersetzung Das olympische Jahrsfest von Jakob Anton Edler von Ghelen, Wien 1764. Digitalisat des Münchener Digitalisierungszentrums.
30. ↑  Libretto (italienisch) der Oper von Ferdinando Bertoni, Bologna 1773. Digitalisat im Museo internazionale e biblioteca della musica di Bologna.
31. ↑  Libretto (italienisch) der Oper von Niccolò Piccinni, Barcelona 1769. Digitalisat bei Google Books.
32. ↑  Libretto (italienisch) der Oper von Pasquale Cafaro, Neapel 1769. Digitalisat des Münchener Digitalisierungszentrums.
33. ↑  Libretto (italienisch)  der Oper von Pasquale Anfossi, Venedig 1774. Digitalisat im Corago-Informationssystem der Universität Bologna.
34. ↑  Libretto (italienisch) der Oper von Antonio Rossetti, Mailand 1778. Digitalisat im Museo internazionale e biblioteca della musica di Bologna.
35. ↑  Partitur der Oper von Josef Mysliveček, Neapel 1778. Digitalisat im International Music Score Library Project.
36. ↑  Libretto (italienisch)  der Oper von Francesco Bianchi, Mailand 1781. Digitalisat im Corago-Informationssystem der Universität Bologna.
37. ↑  Libretto (italienisch)  der Oper von Antonio Gatti, Cremona 1783. Digitalisat im Corago-Informationssystem der Universität Bologna.
38. ↑  Libretto (italienisch) der Oper von Domenico Cimarosa, Mailand 1788. Digitalisat im Internet Archive.
39. ↑  Partitur der Oper von Domenico Cimarosa, ca. 1784. Digitalisat im International Music Score Library Project.
40. ↑  Libretto (italienisch)  der Oper von Giovanni Battista Borghi, Modena 1784. Digitalisat im Corago-Informationssystem der Universität Bologna.
41. ↑  Libretto (italienisch) der Oper von Giovanni Paisiello, Neapel 1786. Digitalisat im Museo internazionale e biblioteca della musica di Bologna.
42. ↑  Partitur der Oper von Giovanni Paisiello, ca.1786. Digitalisat im International Music Score Library Project.
43. ↑  Libretto (italienisch) der Oper von Ambrogio Minoja, Rom 1788. Digitalisat im Museo internazionale e biblioteca della musica di Bologna.
44. ↑  Libretto (italienisch) der Oper von Vincenzo Federici, Turin 1790. Digitalisat im Internet Archive.
45. ↑  Libretto (italienisch/deutsch) der Oper von Johann Friedrich Reichardt, Berlin 1791. Digitalisat der Staatsbibliothek zu Berlin.
46. ↑  Libretto (italienisch) der Oper von Angelo Tarchi, Rom 1792. Digitalisat im Museo internazionale e biblioteca della musica di Bologna.
47. ↑  Libretto (deutsch) der Oper von Johann Nepomuk Poissl, München 1821. Digitalisat des Münchener Digitalisierungszentrums.
48. ↑  Partitur der Oper von Johann Nepomuk Poissl. Digitalisat im International Music Score Library Project.